# Dionisio Pérez Gutiérrez

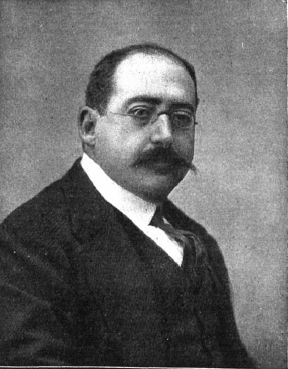
Dionisio Pérez

Dionisio Pérez Gutiérrez (adoptó el seudónimo de Post-Thebussem) (Grazalema, 25 de abril de 1875 -Madrid, 23 de febrero de 1935) fue un escritor, periodista, político y gastrónomo español, fundador y primer director de la Revista Portuense, de El Puerto de Santa María, ciudad a la que se trasladarían sus padres con Dionisio con pocos meses, por lo que siempre afirmaría sentirse portuense. Fue considerado uno de los mejores articulistas de su tiempo y empleó seudónimos  como «Pedro Recio de Tirteafuera», «Mínimo Español», «Amadeo de Castro» o «Martín Ávila». Únicamente cuando escribió sobre gastronomía empleó el sobrenombre «Post-Thebussem» intentando seguir el trabajo de Mariano Pardo de Figueroa (que se apodaba: Doctor Thebussem). Dionisio Pérez es un autor gastronómico que muestra por primera vez la idea de una cocina de España nacional compuesta por sus regiones.

## Biografía
Nació en 1875 en la ciudad gaditana de Grazalema, aunque desde pequeño vivió en El Puerto de Santa María. Desde muy joven se destaca por ser un intenso lector, y encuentra una inspiración en las lecturas de Joaquín Costa sobre el regeneracionismo. Su afición temprana por el periodismo hace que siendo muy joven fundara una revista siendo colaborador del Diario de Cádiz. Trabajó como corresponsal de periódicos españoles e hispanoamericanos, viajando por toda la península ibérica. En Madrid era un asiduo tertuliano del Café Lion d'Or y el Fornos. Su actividad periodística le hizo muy popular en su época. Dirigió la revista Vida Nueva, especializada en la generación del 98.
Se le considera uno de los principales difusores del concepto de «hispanidad» a partir de 1926, en estrecha colaboración con Luis Araquistain. A propósito de esta labor en el año 1928 viaja a Cuba y allí realiza diversas conferencias y artículos. En el año 1930 fue propuesto para el sillón F de la Real Academia Española, ocupado previamente por Eduardo Gómez de Baquero, pero finalmente ganó el sillón el biólogo Ignacio Bolívar y Urrutia. Murió en 1935 de forma repentina en Madrid. Su esposa publicó parte de su obra con carácter póstumo.
Uno de sus hijos, Rafael Pérez Lobo, abogado y escritor especializado en asuntos jurídicos con varios libros, estuvo exiliado en Cuba, donde en los años cuarenta y cincuenta desarrolló una gran actividad en el terreno jurídico editorial, periodístico y bibliográfico.

## Premios
En 1921 recibió el premio “Mariano de Cavia” instituido por el diario ABC. Fue el primer periodista a quien se otorgó este galardón por un artículo sobre política hidráulica y Joaquín Costa.

## Obra
Escribió abundantes artículos en diferentes revistas de actualidad. En sus obras hace mención a diversas publicaciones de las que nunca hubo posterior edición, como "Una vida dilapidada, cuarenta años de periodismo ..." que nunca llegó a publicar. 
Asimismo, escribió un prólogo a los Discursos del político republicano Melquíades Álvarez, recopilados por Antonio Díaz de Maseda (Editorial Prometeo, Valencia, 1915).

### Obras gastronómicas
- Guía del buen comer español, Inventario y loa de la cocina clásica de España y sus regiones, Madrid, 1929
- Libro de Guisados de Ruperto de Nola. Madrid, 1929. Obra editada y anotada por Dionisio Pérez, y reeditada por La Val de Onsera en 1994.
- La Cocina Clásica Española, Huesca: La Val de Onsera, 1994. 166 p: il.; 23 cm. Obra póstuma de Dionisio Pérez, Post-Thebussem (Grazalema, Cádiz, 1872 - Madrid, 1935). Breves ensayos, ilustrados con recetas. (Obra póstuma)[2]
- Naranjas. El arte de preparlas y comerlas. Estudio preliminar del Dr. Marañón y fórmulas recopiladas por Post-Thebussem, Madrid, Sucesores de Rivadeneyra (1931)

### Obras periodísticas
- Por esas tierras: Andanzas, viajes y meditaciones de Mínimo español con antecedentes de la vida de este... compatriotas, Madrid, 1916?
- Isaac Peral: la tragedia del submarino Peral, Madrid, 1935.